# Alaska (Brenda Novak)
Alaska (Her Darkest Nightmare) è un romanzo thriller della scrittrice statunitense Brenda Novak, primo capitolo della serie con protagonista la psichiatra Evelyn Talbot.

## Trama
A Hilltop, remota località dell'Alaska, è stata aperta Hanover House, una clinica psichiatrica in cui vengono condotte ricerche sulle menti dei più pericolosi criminali. A dirigere il centro è la giovane psichiatra Evelyn Talbot, colei che ha creduto fortemente in questo progetto, assieme all'anziano collega Timothy Fitzpatrick. Tuttavia, la donna è perseguitata da un ricordo traumatico: durante l'adolescenza, infatti, Evelyn è stata segregata, violentata e seviziata per diversi giorni in un capanno dal fidanzato psicopatico Jasper Moore, riuscendo a fuggire e scampando alla morte che invece era toccata a tre sue amiche. Da quel momento, Evelyn ha dedicato la sua vita allo studio della mente criminale per fare in modo che quanto le è accaduto non si ripeta più. L'esperienza l'ha tuttavia segnata, togliendole la fiducia negli uomini e impedendole di vivere serenamente delle relazioni. Una corazza che nemmeno Benjamin Murphy detto Amarok, il sergente della polizia di Hilltop sinceramente innamorato di lei, è riuscito a scalfire.
Nonostante la sicurezza e la fiducia di Evelyn per il progetto, tre mesi dopo l'apertura di Hanover House iniziano ad accadere fatti macabri, come il rinvenimento della testa mozzata di Lorraine Drummond, responsabile alimentare del centro, e la sparizione di un'altra donna. La comunità locale, da sempre contraria all'apertura del centro, accusa Evelyn di aver sconvolto la tranquillità di Hilltop con le sue sperimentazioni. Il sergente Amarok si avvicina a Evelyn, in modo che insieme possano risolvere i misteriosi eventi che hanno colpito Hilltop nel bel mezzo di una tormenta di neve; ma Evelyn teme che c'entrino i fantasmi del suo passato, nella fattispecie Jasper Moore, il quale non era mai stato catturato, tornati a bussare alla sua porta per saldare il conto.

## Edizioni
- Brenda Novak, Alaska, traduzione di Stefano Bortolussi, 1ª ed., Giunti, 2016,  pp. 463, cap. 32, ISBN 978-88-098-3331-9.